# جيمس لورانس (محامي)
جيمس لورانس (بالإنجليزية: James Lawrence) هو قاضي ومحامي أمريكي، ولد في 15 يناير 1851 في أولد واشينغتون في الولايات المتحدة، وتوفي في 4 يوليو 1914 في Brookside, West Virginia ‏ في الولايات المتحدة.